# 정태식
정태식(鄭泰植, 1910년 5월 29일 ~ 1953년 12월 27일)은 일제강점기의 노동운동가 겸 항일 공산주의 운동가이며 조선민주주의인민공화국의 정치인이다. 본관은 해주(海州)이다.

## 이력

### 출생과 청년 시절
그는 1929년 청주고등보통학교를 졸업하고 경성제국대학교 법문학부 법학과에 입학하여 재학 중 교수 미야케 시카노스케(三宅 鹿之助)의 사회주의 사상 강의 영향을 받은 이후, 1933년 경성제국대학교 법학과 학사 학위하고 경성제국대학교 경제연구실 연구원 직위에 1년간 근무하였다.
1934년 경성부에서 조선공산당의 불법 재건 관련 사업에 참여하던 중 치안유지법 위반으로 검거되어 징역 5년형을 선고받고 경성 서대문형무소에서 복역하였다. 이후 1939년에 만기 출감 후 조선공산당 재건 운동을 위하여 1939년 12월, 경성콤그룹 대표상무위원 직위에 임명되었다. 대화숙 성립에도 협력을 하였다.

### 학력
- 1923년 충청북도 진천보통학교
- 1925년 충청남도 대전고등보통학교(前) → 1929년 충청북도 청주고등보통학교
- 1933년 경성제국대학교 법학과

### 조선 광복 이후
1945년 8월 15일, 조선 광복 이후 1945년 9월 조선인민공화국 경제부 차장을 지내다가 곧 그만두고, 1945년 10월, 조선공산당 기관지 《해방일보》 주필이 되었다. 이후 1945년 11월, 전국인민위원회대표자대회 중앙위원 직위에 임명되었고, 1946년 2월 좌익 세력의 통일전선체 기구인 민주주의민족전선 중앙위원 직위에 임명되었다.
이후 1946년 11월 남조선신민당·조선인민당·조선공산당 등 3당이 통폐합 합당되면서 결성된 남조선노동당 중앙위원 겸 조사부 부장에 선임되었고, 기관지 《노력인민》 총무실 실장(총책임자)가 되었는데, 이 무렵부터 남조선노동당의 이론가로 널리 알려지게 되었다.

### 만년
박헌영(朴憲永)의 최측근이기도 하였던 그는 말년 시절이던 1950년 4월, 서울에서 국가보안법 위반으로 검거되어 징역 20년을 선고받고 복역하던 중 1950년 6월, 한국전 때 형집행 면제 석방 조치 처분되어 《해방일보》를 복간하였으나 1950년 8월 곧바로 조선민주주의인민공화국의 수도 평양에 건너가 이후 1951년 3월 조선민주주의인민공화국 농림성 기획처 차장에 임명되었다가 1953년 박헌영(朴憲永)의 남조선노동당 종파 사건에 연루되어 숙청(총살형 집행 단죄)되었다.